# Tömegkiszolgálási modellek
A tömegkiszolgálási, vagy sorbanállási modellek sztochasztikus modellek, amiknek állapota csak a rendszerben fennálló igényektől függ. A születési-halálozási modellek egy fajtája. Bár az állapotot egyetlen szám jellemzi, a rendszer leírásához számos paramétert kell megadni, így a kiszolgáló egységek száma, a rendszer befogadóképessége, a beérkező igények és a kiszolgálás folyamatának a leírása, valamint a kiszolgálás protokollja. Többnyire felteszik, hogy az egyes igények közötti idők azonos eloszlásúak, és hogy függetlenek mind egymástól, mind a kiszolgálási folyamattól.

## Jelölésük
A tömegkiszolgálási rendszerek a Kendall-féle jelöléssel így jelölhetők:
A/B/m/k/n/P
ahol:
- A az egymást követő igények között eltelt idő eloszlása: D, ha konstans, M, ha exponenciális, G, ha semmit nem tudunk az eloszlásról
- B a kiszolgálási idő eloszlása: D, ha konstans, M, ha exponenciális, G, ha semmit nem tudunk az eloszlásról
- m a kiszolgáló egységek száma
- k a rendszer befogadóképessége; ez jelzi, hogy legfeljebb hány igény lehet jelen. Alapértelmezett értéke végtelen
- n az igényforrások száma. Alapértelmezett értéke végtelen
- P a kiszolgálási protokoll. Lehet sor, verem, elsőbbségi sor alapú, vagy véletlenszerű.

## Példák
A Little-formula szerint a rendszerben levő igények átlagos száma megegyezik az igények intenzitásának és a rendszerben töltött átlagos idő szorzatával. 

### Az M/M/1 rendszer
Az M/M/1 rendszerben eltöltött idő várható értéke:
{\displaystyle E(T)={\frac {1}{\mu -\lambda }},}
ahol μ a kiszolgálás, λ az igények érkezésének intenzitása, és μ>λ; különben a várakozási sor a végtelenségig nő, és a rendszer összeomlik.
A rendszerben várakozó igények számának várható értéke:
{\displaystyle E(N_{w})={\frac {\lambda ^{2}}{\mu }}{\frac {1}{\mu -\lambda }}}
A rendszerben lévő igények számának várható értéke:
{\displaystyle E(N)={\frac {\lambda }{\mu -\lambda }}}
A várakozással eltöltött idő várható értéke:
{\displaystyle E(T_{w})={\frac {\lambda }{\mu }}{\frac {1}{\mu -\lambda }}}